# Quadrangle de Thaumasia

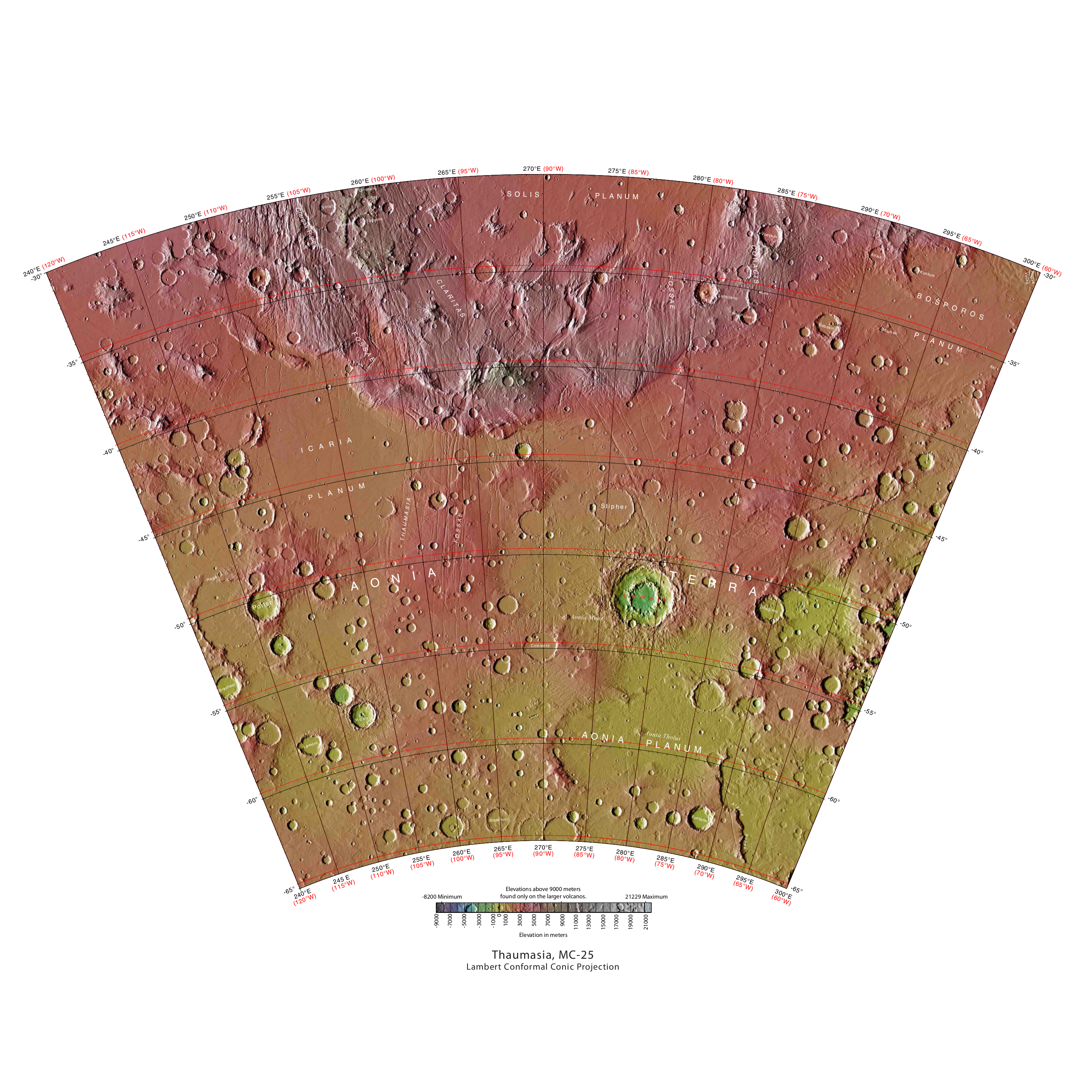
Quadrangle de Thaumasia

Dans le cadre de la géographie de la planète Mars, le quadrangle de Thaumasia — également identifié par le code USGS MC-25 — désigne une région martienne définie par des latitudes comprises entre 30º et 65º S et des longitudes comprises entre 240º et 300º E. 